# Ministère des Finances (Gabon)
Le ministère des Finances du Gabon est le ministère chargé des affaires financières de la république du Gabon.

## Description

### Siège
Le ministère des Finances du Gabon a son siège à Libreville.

### Attributions
Ce département ministériel du gouvernement gabonais est chargé de la conception, de la mise en œuvre et du suivi de la politique de l’État en matière de finances publiques.

### Liste des ministres
- André Gustave Anguilé, 1960-1965[1]
- Léonard Badinga, 1965-1966[1]
- Pierre Mebaley, 1966-1969[1]
- Augustin Boumah, 1969-1972[1]
- Paul Moukambi, 1972-1976[1]
- Jérôme Okinda, 1976-1983[1]
- Jean-Pierre Lemboumba-Lepandou, 1983-1990[1]
- Léon Mébiame, 1990-1991[1]
- Paul Toungui, 1991-1994[1],[2]
- Marcel Doupamby Matoka, 1994-1999[1]
- Emile Doumba, 1999-2002[1]
- Paul Toungui, 2002-2008[1]
- Blaise Louembe, 2008-2012[3]
- Rose Christiane Raponda, 2012-2014[4]
- Christian Magnagna, 2014-2016[5],[6]
- Mathias Otounga Ossibadjouo, 2016-2017[7]
- Jean-Fidèle Otandault, 2017-2019[8]
- Roger Owono Mba, 2019[9],[10]
- Jean-Marie Ogandaga, December 2019 -[11],[12]